# Convezione naturale
La convezione è un particolare meccanismo di trasmissione del calore che avviene con spostamento di materia ed energia.
In particolare nella convezione naturale il moto è indotto da differenze di densità, legate a loro volta a differenze di temperatura; tutto ciò deriva dal cosiddetto effetto di galleggiamento in inglese Buoyancy.
Quando una superficie, ad esempio una lastra d'acciaio, è ad una temperatura superiore rispetto all'ambiente esterno essa riscalda l'aria immediatamente circostante che per effetto dell'aumento di temperatura cambia densità, divenendo più leggera. Ciò crea dei moti convettivi per i quali l'aria più fredda, di densità maggiore, "scende" verso il basso mentre quella più calda, di densità minore, "sale" verso l'alto, in modo che il processo si possa ripetere nuovamente. Questi moti fanno sì che il calore generato dalla superficie in questione venga disperso nell'ambiente fino a raggiungere, se possibile, l'equilibrio termico.